# Ba Vì (huyện in Hanoi)
Ba Vì is een district in de Vietnamese stad met provincierechten Hanoi. De hoofdplaats van Ba Vì is thị trấn Tây Đằng. Ba Vì heeft 253.474 inwoners op een oppervlakte van 425,33 km².

## Geografie en topografie
Ba Vì is het meest westelijke district van Hanoi. Ba Vì ligt op de rechter oever van de Rode Rivier. Deze rivier vormt ter plekke ook de grens met de provincies Phú Thọ en Vĩnh Phúc. In het zuiden grenst Ba Vì aan de provincie Hòa Bình. Ba Vì is vooral bekend van de Ba Vìbergen in het Nationaal Park Ba Vì.
Op het grensgebied tussen de xã's Cẩm Lĩnh (Hanoi), Thụy An, Tản Lĩnh en Ba Trại ligt het Suối Haimeer. Dit meer wordt gevoed door kleine beken, zoals de Rồng. In het zuidoosten ligt het Đồng Mômeer. Dit meer ligt op de grens met thị xã Sơn Tây..
Een ander oppervlaktewater is de Đà. Deze rivier stroomt vanaf het Hòa Bìnhmeer in Hòa Bình naar het noorden om ter hoogte van Phong Vân in de Rode Rivier te stromen.

## Verkeer en vervoer
Een belangrijke vekeersader is de Quốc lộ 32.

## Administratieve eenheden
Phú Ninh bestaat uit een thị trấn en dertig xã's.
- Thị trấn Tây Đằng
- Xã Ba Trại
- Xã Ba Vì
- Xã Cẩm Lĩnh
- Xã Cam Thượng
- Xã Châu Sơn
- Xã Chu Minh
- Xã Cổ Đô
- Xã Đông Quang
- Xã Đồng Thái
- Xã Khánh Thượng
- Xã Minh Châu
- Xã Minh Quang
- Xã Phong Vân
- Xã Phú Châu
- Xã Phú Cường
- Xã Phú Đông
- Xã Phú Phương
- Xã Phú Sơn
- Xã Sơn Đà
- Xã Tản Hồng
- Xã Tản Lĩnh
- Xã Thái Hòa
- Xã Thuần Mỹ
- Xã Thụy An
- Xã Tiên Phong
- Xã Tòng Bạt
- Xã Vân Hòa
- Xã Vạn Thắng
- Xã Vật Lại
- Xã Yên Bài

## Geschiedenis
Ba Vì is in 1968 ontstaan door een samenvoeging van de districten Bất Bạt, Tùng Thiện và Quảng Oai in de provincie Hà Tây. In de periode tussen 1975 tot 1978 behoorde het tot Hà Sơn Bình, om daarna tot 1991 weer bij Hà Tây te horen. Na opheffing van Hà Tây in 2008 hoort het sindsdien weer bij Hanoi.